# Slavkovská deklarace

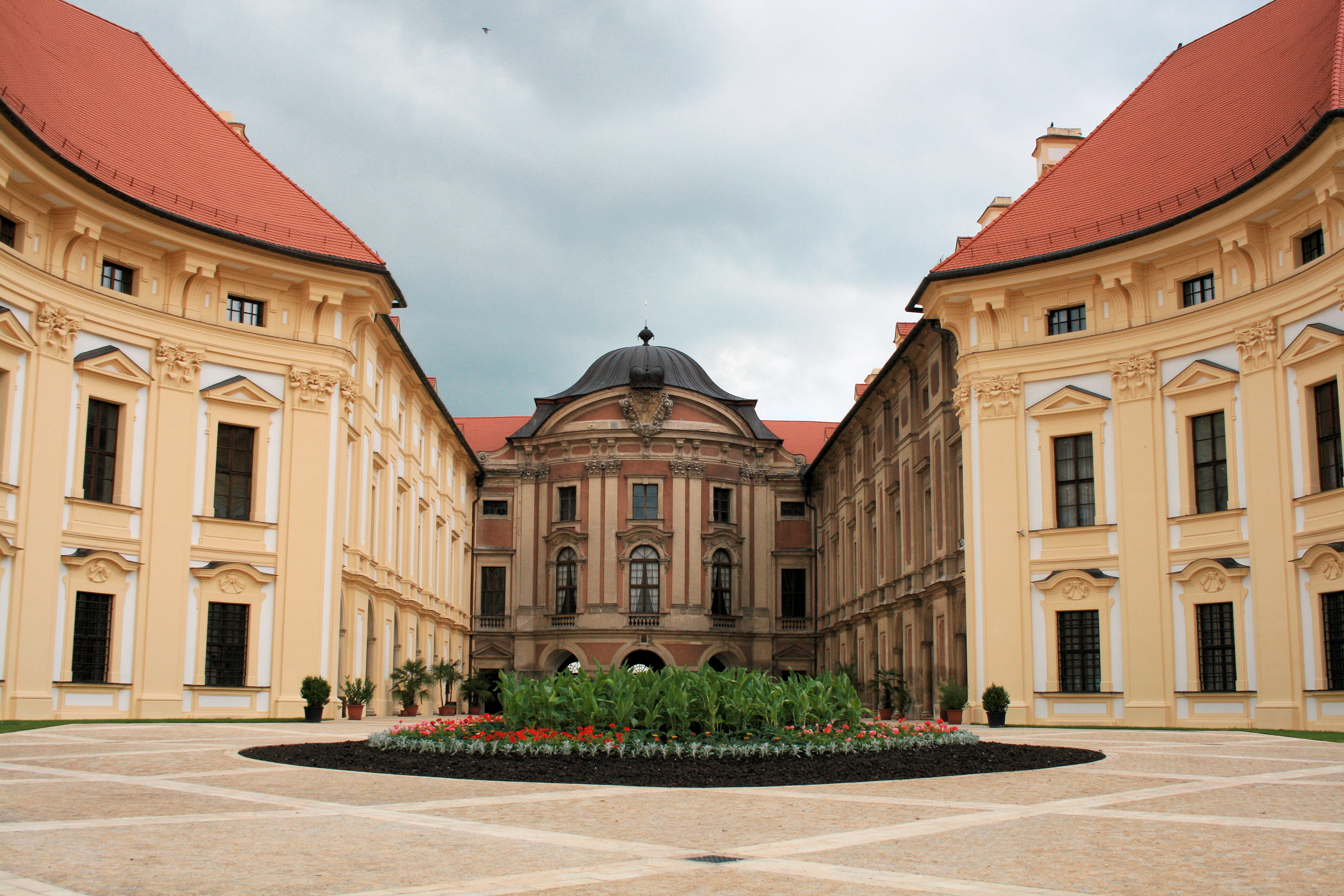
Zámek ve Slavkově u Brna, dějiště schůzky a místo vzniku deklarace

Slavkovská deklarace, též Deklarace ke vzniku republiky, je text prohlášení, který vznikl na schůzce vrcholných politických představitelů polistopadového Československa v neděli 28. října 1990 ve Slavkově u Brna. Ta se uskutečnila u příležitosti výročí vzniku společného státu v dopoledních hodinách v komnatách zdejšího barokního zámku. 
Jednání se účastnil prezident Václav Havel, předseda federální vlády Marián Čalfa a místopředseda Pavel Rychetský, předseda české vlády Petr Pithart, předseda slovenské vlády Vladimír Mečiar, předsedové nejsilnějších politických uskupení obou republik Václav Klaus (Občanské fórum), Fedor Gál (Verejnosť proti násiliu), Ján Čarnogurský (Kresťanskodemokratické hnutie), dále pak Jiří Křižan, Antonín Baudyš, Daniel Kroupa, Jozef Bakšay, Ján Petrík a další. 
Hlavním smyslem setkání bylo vyjednávání o budoucnosti československé federace a česko-slovenského soužití ve státě, zjednodušeně otázka zachování či rozdělení Československa. Výsledkem bylo poměrně vágně formulované, ovšem vzhledem k okolnostem nezanedbatelné prohlášení a ujištění o společné cestě.
Údajně se kromě Slavkova uvažovalo jako o místě summitu i o Luhačovicích. O události z hlediska místních obyvatel referoval Zpravodaj Slavkovska č. 1 v listopadu 1990. Jednalo se o první prezidentovu návštěvu města a jeho příjezd v 9.40 hodin byl očekáván davy lidí na Palackého náměstí před zámkem. Protože však šlo o pracovní schůzku, její součástí nebyl program orientovaný k občanům. Politiky za město uvítali předseda MěNV Zdeněk Mařík, místopředseda Dušan Jakoubek, tajemník Milan Zyka, za Historické muzeum ředitel Jan Špatný. Zasedání bylo zahájeno pracovní snídaní a probíhalo v Rubensově sále. Na tvorbě prohlášení se podílelo osm vyjednávacích stran a text byl dvakrát přeformulováván. V průběhu čtení výsledné deklarace byly odpáleny salvy z replik rakouských děl a po 15. hodině účastníci odjeli.